# Danh sách phim không phải ngôn ngữ tiếng Anh có kinh phí cao nhất
Danh sách các phim kinh phí cao nhất không phải ngôn ngữ tiếng Anh với ngân sách được tính bằng Đô la Mỹ. Chỉ những bộ phim có ngân sách vượt quá 30 triệu đô la Mỹ mới được liệt kê ở đây. Danh sách cập nhật đến cuối tháng 1 năm 2023.
Trong trường hợp nguồn cung cấp ngân sách bằng đồng nội tệ, việc chuyển đổi được thực hiện bằng cách sử dụng tỷ giá hối đoái cho năm phát hành do Sở doanh thu nội bộ (từ năm 2017) và The World Factbook (trước 2017). Trong trường hợp không có năm chính xác, năm gần nhất được sử dụng để thay thế.

## Danh sách
| Tựa                                                  | Quốc gia                                  | Ngôn ngữ chính                                                    | Năm  | Chi phí sản xuất (ước tính) |
| ---------------------------------------------------- | ----------------------------------------- | ----------------------------------------------------------------- | ---- | --------------------------- |
| Trận chiến hồ Trường Tân                             | Trung Quốc                                | Tiếng Quan thoại                                                  | 2021 | $200,000,000                |
| Monster Hunt 2                                       | Trung Quốc                                | Tiếng Quan thoại                                                  | 2018 | $143,000,000                |
| Detective Chinatown 3                                | Trung Quốc                                | Tiếng Quan thoại                                                  | 2021 | $117,000,000                |
| Asterix at the Olympic Games                         | Pháp                                      | Tiếng Pháp                                                        | 2008 | $113,500,000                |
| Asura                                                | Trung Quốc                                | Tiếng Quan thoại                                                  | 2018 | $100,000,000                |
| Kim Lăng thập tam thoa                               | Trung Quốc                                | Tiếng Quan thoại, Anh, Nhật                                       | 2011 | $94,000,000                 |
| The Rescue                                           | Trung Quốc                                | Tiếng Quan thoại                                                  | 2020 | $90,000,000                 |
| Tây du ký 3: Nữ Nhi Quốc                             | Hồng Kông                                 | Tiếng Quan thoại                                                  | 2018 | $87,300,000                 |
| 2.0                                                  | Ấn Độ                                     | Tamil                                                             | 2018 | $58,500,000–$83,300,000     |
| Đại chiến Xích Bích                                  | Trung Quốc                                | Tiếng Quan thoại                                                  | 2008 | $80,000,000                 |
| Bát bách                                             | Trung Quốc                                | Tiếng Quan thoại                                                  | 2020 | $80,000,000                 |
| Asterix and Obelix: God Save Britannia               | Pháp                                      | Tiếng Pháp                                                        | 2012 | $77,600,000                 |
| RRR                                                  | Ấn Độ                                     | Telugu                                                            | 2021 | $74,400,000                 |
| Adipurush                                            | Ấn Độ                                     | Hindi, Telugu                                                     | 2022 | $67,600,000                 |
| Kiếm Rồng                                            | Trung Quốc                                | Tiếng Quan thoại, tiếng Anh, Latin, Turkic                        | 2015 | $65,000,000                 |
| Air Strike                                           | Trung Quốc                                | Tiếng Quan thoại, tiếng Anh                                       | 2018 | $65,000,000                 |
| Kung Fu Yoga                                         | Trung Quốc, Hồng Kông, India              | Tiếng Quan thoại, tiếng Anh, Hindi                                | 2017 | $65,000,000                 |
| Tây du ký: Mối tình ngoại truyện 2                   | Trung Quốc                                | Tiếng Quan thoại                                                  | 2017 | $64,000,000                 |
| Thám tử phố Hoa 2                                    | Trung Quốc                                | Tiếng Quan thoại                                                  | 2018 | $63,000,000                 |
| Mỹ nhân ngư                                          | Trung Quốc                                | Tiếng Quan thoại                                                  | 2016 | $60,700,000                 |
| Mesrine                                              | Pháp                                      | Tiếng Pháp, Tiếng Tây Ban Nha, tiếng Anh                          | 2008 | $60,000,000                 |
| Tây du ký: Đại náo Thiên cung                        | Trung Quốc, Hồng Kông                     | Tiếng Quan thoại, Tiếng Quảng Đông                                | 2014 | $60,000,000                 |
| Tây du ký 2: Tôn Ngộ Không ba lần đánh Bạch Cốt Tinh | Hồng Kông, Trung Quốc                     | Tiếng Quan thoại                                                  | 2016 | $60,000,000                 |
| Xin chào, Lý Hoán Anh                                | Trung Quốc                                | Tiếng Quan thoại                                                  | 2021 | $58,900,000                 |
| Che                                                  | Mỹ, Pháp, Tây Ban Nha                     | Tiếng Tây Ban Nha, tiếng Anh                                      | 2008 | $58,000,000                 |
| Shanghai Fortress                                    | Trung Quốc                                | Tiếng Quan thoại                                                  | 2021 | $57,000,000                 |
| Cuộc đính hôn lâu dài                                | Pháp                                      | Tiếng Pháp                                                        | 2004 | $56,600,000                 |
| Truy lùng quái yêu                                   | Trung Quốc                                | Tiếng Quan thoại                                                  | 2015 | $56,000,000                 |
| Sur la piste du Marsupilami                          | Pháp                                      | Tiếng Pháp                                                        | 2012 | $50,800,000                 |
| Thiết đạo phi hổ                                     | Trung Quốc                                | Tiếng Quan thoại                                                  | 2016 | $50,000,000                 |
| Địa Cầu lưu lạc                                      | Trung Quốc                                | Tiếng Quan thoại                                                  | 2019 | $50,000,000                 |
| Okja                                                 | Hàn Quốc, Mỹ                              | Tiếng Hàn Quốc, Tiếng Anh                                         | 2017 | $50,000,000                 |
| Chuyện công chúa Kaguya                              | Nhật Bản                                  | Tiếng Nhật                                                        | 2013 | $49,300,000                 |
| Viy 2: Journey to China                              | Russia, Trung Quốc                        | Tiếng Nga, tiếng Anh                                              | 2019 | $49,100,000                 |
| Gone with the Bullets                                | Trung Quốc                                | Tiếng Quan thoại                                                  | 2014 | $48,800,000                 |
| Chuyến tàu định mệnh                                 | Trung Quốc                                | Tiếng Quan thoại, Tiếng Nhật                                      | 2014 | $48,600,000                 |
| Asterix & Obelix Take On Caesar                      | Pháp                                      | Tiếng Pháp                                                        | 1999 | $48,000,000                 |
| Radhe Shyam                                          | Ấn Độ                                     | Telugu, Hindi                                                     | 2022 | $40,600,000–$47,400,000     |
| Asterix & Obelix: Mission Cleopatra                  | Pháp                                      | Tiếng Pháp                                                        | 2002 | $47,000,000                 |
| Crimson Rivers II: Angels of the Apocalypse          | Pháp                                      | Tiếng Pháp                                                        | 2004 | $46,400,000                 |
| The Extraordinary Adventures of Adèle Blanc-Sec      | Pháp                                      | Tiếng Pháp                                                        | 2010 | $46,000,000                 |
| Thugs of Hindostan                                   | Ấn Độ                                     | Hindi                                                             | 2018 | $45,300,000                 |
| Pinocchio                                            | Italy                                     | Tiếng Ý                                                           | 2002 | $45,000,000                 |
| Hoàng Kim Giáp                                       | Trung Quốc                                | Tiếng Quan thoại                                                  | 2006 | $45,000,000                 |
| Gantz & Gantz: Perfect Answer                        | Nhật Bản                                  | Tiếng Nhật                                                        | 2011 | $45,000,000                 |
| Gladiators of Rome                                   | Italy                                     | Tiếng Ý                                                           | 2012 | $45,000,000                 |
| Người đẹp và quái vật                                | Pháp                                      | Tiếng Pháp                                                        | 2014 | $45,000,000                 |
| Why I Did (Not) Eat My Father                        | Pháp, Bỉ, Ý                               | Tiếng Pháp                                                        | 2014 | $44,000,000                 |
| Asterix: The Land of the Gods                        | Pháp                                      | Tiếng Pháp                                                        | 2014 | $43,000,000                 |
| Saaho                                                | Ấn Độ                                     | Telugu, Hindi                                                     | 2019 | $42,600,000                 |
| Sye Raa Narasimha Reddy                              | Ấn độ                                     | Telugu                                                            | 2019 | $28,400,000–$42,600,000     |
| Les Dalton                                           | Pháp                                      | Tiếng Pháp, tiếng Anh                                             | 2004 | $42,000,000                 |
| Bounty Hunters                                       | Hồng Kông, Trung Quốc, Hàn Quốc           | Tiếng Quan thoại, Tiếng Hàn Quốc                                  | 2016 | $41,500,000                 |
| Antarctica                                           | Nhật Bản                                  | Tiếng Nhật, tiếng Anh                                             | 1983 | $40,000,000                 |
| The Promise                                          | Trung Quốc                                | Tiếng Quan thoại                                                  | 2005 | $40,000,000                 |
| Apocalypto                                           | Mỹ                                        | Yucatec Mayan                                                     | 2006 | $40,000,000                 |
| Nomad                                                | Mỹ, Pháp, Nga, Kazakhstan                 | Tiếng Nga, Kazakh                                                 | 2007 | $40,000,000                 |
| Đầu danh trạng                                       | Trung Quốc, Hồng Kông                     | Tiếng Quan thoại                                                  | 2007 | $40,000,000                 |
| Muhammad: The Messenger of God                       | Iran                                      | Persian, Arabic, tiếng Anh                                        | 2015 | $40,000,000                 |
| Nhất đại tông sư                                     | Trung Quốc, Hồng Kông                     | Tiếng Quan thoại, Tiếng Quảng Đông, Tiếng Nhật                    | 2013 | $38,600,000                 |
| Phong thần truyền kỳ                                 | Trung Quốc                                | Tiếng Quan thoại, Tiếng Quảng Đông                                | 2016 | $38,600,000                 |
| Treasured Island                                     | Pháp                                      | Tiếng Pháp                                                        | 2007 | $38,500,000                 |
| The Tiger Brigades                                   | Pháp                                      | Tiếng Pháp                                                        | 2006 | $38,000,000                 |
| Wolf Totem                                           | Trung Quốc, Pháp                          | Tiếng Quan thoại, Mongolian                                       | 2015 | $38,000,000                 |
| Empire of the Wolves                                 | Pháp                                      | Tiếng Pháp                                                        | 2005 | $37,100,000                 |
| Le Deuxième souffle                                  | Pháp                                      | Tiếng Pháp                                                        | 2007 | $37,100,000                 |
| Mojin: The Lost Legend                               | Trung Quốc                                | Tiếng Quan thoại                                                  | 2015 | $37,000,000                 |
| Baahubali 2: The Conclusion                          | Ấn Độ                                     | Telugu                                                            | 2017 | $36,900,000                 |
| The Inhabited Island                                 | Nga                                       | Tiếng Nga                                                         | 2008 | $36,600,000                 |
| Diệp Vấn 3                                           | Hồng Kông                                 | Tiếng Quảng Đông                                                  | 2015 | $36,000,000                 |
| A Monster in Paris                                   | Pháp                                      | Tiếng Pháp, tiếng Anh                                             | 2011 | $36,000,000                 |
| Arsène Lupin                                         | Pháp, Italy, Tây Ban Nha                  | Tiếng Pháp                                                        | 2004 | $35,600,000                 |
| Paris 36                                             | Pháp                                      | Tiếng Pháp                                                        | 2008 | $35,600,000                 |
| Supercondriaque                                      | Pháp                                      | Tiếng Pháp                                                        | 2014 | $35,600,000                 |
| Michel Vaillant                                      | Pháp                                      | Tiếng Pháp                                                        | 2003 | $35,400,000                 |
| Người thợ cạo Sibir                                  | Nga, Pháp, Italy, Czech Republic          | Tiếng Nga, tiếng Anh                                              | 1998 | $35,000,000                 |
| The Legend of Zu                                     | Hồng Kông                                 | Tiếng Quan thoại, Tiếng Quảng Đông                                | 2001 | $35,000,000                 |
| Hero                                                 | Trung Quốc                                | Tiếng Quan thoại                                                  | 2002 | $35,000,000                 |
| The Tiger and the Snow                               | Ý                                         | Tiếng Ý, tiếng Anh, Arabic                                        | 2005 | $35,000,000                 |
| Long môn phi giáp                                    | Trung Quốc, Hồng Kông                     | Tiếng Quan thoại                                                  | 2011 | $35,000,000                 |
| Stand by Me Doraemon                                 | Nhật Bản                                  | Tiếng Nhật                                                        | 2014 | $35,000,000                 |
| The Stone Council                                    | Pháp                                      | Tiếng Pháp                                                        | 2006 | $34,000,000                 |
| Nothing to Declare                                   | Pháp                                      | Tiếng Pháp                                                        | 2011 | $34,000,000                 |
| Cô bé người cá Ponyo                                 | Nhật Bản                                  | Tiếng Nhật                                                        | 2011 | $34,000,000                 |
| Padmaavat                                            | Ấn Độ                                     | Tiếng Hindi                                                       | 2018 | $34,000,000                 |
| Un plan parfait                                      | Pháp                                      | Tiếng Pháp                                                        | 2012 | $33,700,000                 |
| Fanfan Hoa Tulip                                     | Pháp                                      | Tiếng Pháp                                                        | 2003 | $33,600,000                 |
| Jappeloup                                            | Pháp                                      | Tiếng Pháp                                                        | 2013 | $33,300,000                 |
| Zhong Kui: Snow Girl and the Dark Crystal            | Trung Quốc                                | Tiếng Quan thoại                                                  | 2015 | $33,000,000                 |
| La Vérité si je mens ! 3                             | Pháp                                      | Tiếng Pháp                                                        | 2012 | $32,900,000                 |
| The Three-Body Problem                               | Trung Quốc                                | Tiếng Quan thoại, Anh                                             | 2017 | $32,300,000                 |
| Iceman                                               | Hồng Kông, Trung Quốc                     | Tiếng Quảng Đông, Quan thoại, Hindi, Anh, Nhật                    | 2014 | $32,200,000                 |
| D-War                                                | Hàn Quốc                                  | tiếng Anh, Tiếng Hàn Quốc                                         | 2007 | $32,000,000                 |
| Lady of the Dynasty                                  | Trung Quốc                                | Tiếng Quan thoại                                                  | 2015 | $32,000,000                 |
| Huyết chiến                                          | Hồng Kông, Trung Quốc                     | Tiếng Quan thoại                                                  | 2016 | $32,000,000                 |
| Bon Voyage                                           | Pháp                                      | Tiếng Pháp                                                        | 2003 | $31,000,000                 |
| Sky Fighters                                         | Pháp                                      | Tiếng Pháp                                                        | 2005 | $31,000,000                 |
| Largo Winch 2                                        | Pháp                                      | Tiếng Pháp                                                        | 2011 | $31,000,000                 |
| Tiger Zinda Hai                                      | Ấn Độ                                     | Hindi                                                             | 2017 | $31,000,000                 |
| Pokémon: The Movie 2000                              | Nhật Bản                                  | Tiếng Nhật                                                        | 1999 | $30,000,000                 |
| The Passion of the Christ                            | Mỹ                                        | Aramaic, Latin, Do Thái                                           | 2004 | $30,000,000                 |
| Alatriste                                            | Tây Ban Nha                               | Tiếng Tây Ban Nha, tiếng Hà Lan                                   | 2006 | $30,000,000                 |
| Arn: The Knight Templar                              | Thụy Điển, Đan Mạch, Na Uy, Phần Lan, Đức | Tiếng Thụy Điển, Tiếng Anh, Tiếng Latinh, Tiếng Ả Rập, Tiếng Pháp | 2007 | $30,000,000                 |
| Baarìa                                               | Italy                                     | Sicilian, Tiếng Ý                                                 | 2009 | $30,000,000                 |
| 1911                                                 | Trung Quốc                                | Tiếng Quan thoại, Tiếng Anh                                       | 2011 | $30,000,000                 |
| Space Pirate Captain Harlock                         | Nhật Bản                                  | Tiếng Nhật                                                        | 2013 | $30,000,000                 |
| The Wind Rises                                       | Nhật Bản                                  | Tiếng Nhật, Tiếng Pháp, Tiếng Đức, Tiếng Ý                        | 2013 | $30,000,000                 |
| Stalingrad                                           | Nga                                       | Tiếng Nga, Tiếng Đức                                              | 2013 | $30,000,000                 |
| Khuấy đảo Hollywood                                  | Trung Quốc                                | Tiếng Quan thoại, Tiếng Anh                                       | 2015 | $30,000,000                 |